# 名古屋市電清水口延長線
清水口延長線（しみずぐちえんちょうせん）は、かつて愛知県名古屋市に存在した名古屋市電の路線（路面電車）の一つである。同市東区の清水口停留場と北区の城北学校前停留場を結んだ。
名古屋市交通局によって1949年（昭和24年）に開業、1960年（昭和35年）に上記区間が全通した。全通7年後の1967年（昭和42年）から廃止が始まり、1971年（昭和46年）に全廃された。

## 路線概況
全長は2.767キロメートル（1962年3月末時点）。終端（城北学校前停留場）の一部を除いて複線で、全線が道路上に敷設された併用軌道であった。単線延長は40メートル、複線延長は2.727キロメートル。
起点の清水口停留場は市電高岳線との接続地点で、南北方向に通る空港線（国道41号）と東西方向に通る出来町通（愛知県道215号田籾名古屋線）が交差する清水口交差点に位置した。高岳線は空港線東新町方面から北上しここで東へ折れて出来町線上を赤塚方面へ向かっていたが、清水口延長線はこの高岳線から分岐し、空港線を北上していた。

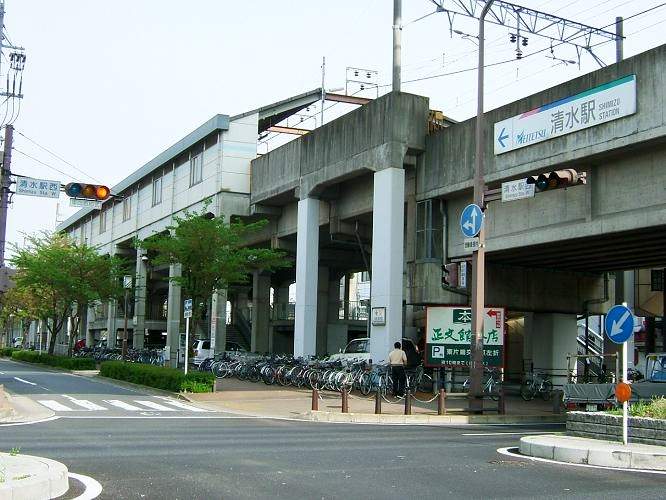
高架化後の名鉄清水駅。高架下を通る道路に清水口延長線が通っていた。

清水口から次の深田町停留場にかけては名古屋台地（熱田台地）の北端を下る急勾配区間で、260メートルにわたって40パーミルの下り勾配が続いた。坂を下った先の深田町には、市電が走っていた当時は高架ではなく地上を通っていた名古屋鉄道（名鉄）瀬戸線との平面交差が存在した。瀬戸線の清水駅は交差地点のすぐ東側に位置する。
深田町から2つ北に進んだ先が黒川停留場である。空港線と名古屋市道名古屋環状線が交差する黒川交差点にあった。環状線の地下には現在名古屋市営地下鉄名城線が通り交差点西方に黒川駅が設置されているが、同駅の開業は市電廃止8か月後の1971年12月のことである。黒川から3つ先が終点城北学校前停留場で、停留場名にある名古屋市立城北小学校からはやや南に離れた萩野通1丁目北交差点に設置されていた。名古屋市電ではここが最北の停留場であった。

## 歴史

### 開業まで
清水口延長線沿線は、元々は名古屋市外の地域であった。そのうち名古屋台地を下った場所の清水町は、名古屋から小牧・犬山へと通ずる上街道沿いの町で、明治になってからも人々の往来が多く商業地として栄えていた。その北は杉村・金城村（田幡・西志賀・東志賀など）に属する地域で農村地帯であったが、清水町とともに1921年（大正10年）に名古屋市へと編入されると次第に市街地化が進んだ。これらの地域には、1937年（昭和12年）から1943年（昭和18年）にかけて国道41号の前身となる市道が建設されている。
後に清水口延長線の起点となる清水口（長塀町三丁目）停留場まで高岳線が敷設されたのは1914年（大正3年）のことである。その後1920年代になると、名古屋市は、都市計画に基づく道路計画の策定や編入した新市域での区画整理の進行、人口の増加などを背景として市電路線網の拡張を計画し、全長約58キロメートル、総工費2814万円に及ぶ新路線の建設計画を立てた。そして1928年（昭和3年）3月31日に、計20路線について軌道敷設の特許を取得した。清水口延長線はこの時に特許を得た路線の一つで、長塀町三丁目から志賀町字勘定寺前まで79チェーン（1.5892キロメートル）の路線であった。しかしこの「第2期建設改良工事」と称する拡張計画は不況と資金調達難から1930年度（昭和5年度）に打ち切られ、清水口延長線を含む約53キロメートルは未開業路線となった。
清水口以北の交通機関として電車に先行したのは路線バスである。1935年（昭和10年）12月に民営の名古屋乗合自動車より買収され市営バスに組み込まれた路線の中に清水口から黒川橋までの路線があった。清水口以北のバスは、市役所前 - 清水口 - 黒川 - 城北学校前 - 中切町という形で太平洋戦争中も運行が続いた。

### 開業と延伸
市電清水口延長線が実際に開通したのは太平洋戦争後のことで、名古屋市電にとって戦後の路線延伸第一号であった。1949年（昭和24年）7月15日に、まず清水口停留場から黒川停留場までの1.560キロメートルが開通した。開通当初、同年12月改正時点では、黒川から高岳線東新町経由で東郊線高辻へと至る運転系統が設定されていた。また並行する市営バスも引き続き設定されており、1952年（昭和27年）3月時点では栄町から市役所・清水口・黒川・城北学校前を経て中切町へ至るバス路線が存在していた。
市電開通後、黒川より北に位置する地域では、1955年（昭和30年）から1957年（昭和32年）にかけて日本住宅公団の志賀団地が、1960年（昭和35年）にはその北側に鳩岡団地が建設されて大規模団地が出現した。住宅建設に加えて沿線に工場も進出して交通機関の拡充が望まれたことから、市では清水口延長線を黒川以北、北区光音寺町地内まで1.64キロメートル延伸する計画を新たに立て、1957年12月4日付で軌道敷設特許を取得した。この区間はまず1958年（昭和33年）4月10日、黒川本通四丁目停留場までの0.5キロメートルが開業。次いで1960年2月1日にはさらに城北学校前停留場までの0.7キロメートルが開業した。しかし延伸は城北学校前までで終了し、さらに北の光音寺町地内まで0.43キロメートルの延伸は実現しなかった。

### 廃止とその後
清水口延長線では路線延伸が続けられたものの、全体としては沿線地域を越えて拡大し続ける市街地には柔軟に路線が設定できる市営バスが普及しており、市電と市営バスの競合が生じていた。バスとの競合以外にも自動車の増加による道路渋滞の激化、事業の大幅な赤字化など市電を取り巻く環境が悪化した結果、市は市営地下鉄を建設するとともに市電を順次廃止していくという方針を採り、1965年（昭和40年）3月には市電の段階的廃止を盛り込んだ「名古屋市交通事業の5カ年計画」を発表した。
「5カ年計画」では1969年度までの5年間で廃止すべきとして7線区計23.3キロメートルが挙げられており、その中で清水口延長線の黒川 - 城北学校前間1.2キロメートルが1966年度に廃止すべき路線とされた。廃止の理由は、乗客が1日あたり6千5百人と少なく並行する市営バスで十分に輸送可能であるためとされている。城北学校前までの開通から7周年の1967年（昭和42年）2月1日付で黒川 - 城北学校前間は廃止され、終点は黒川に戻った。また未開業の城北学校前 - 光音寺町間については同年8月17日付で起業廃止が許可され特許が失効した。
部分廃止に先立つ1967年1月、市交通局は先の5カ年計画を延長した「交通事業の長期計画」を策定し、1975年度までの市電全廃を決定、翌1968年（昭和43年）12月には市電全廃の時期を1973年度に繰り上げた。清水口延長線の残部は高岳線東新町 - 清水口間（合計2.8キロメートル）とともに1971年（昭和46年）4月1日付で廃止され、清水口延長線は全廃された。なお最終営業日である3月31日には、黒川停留場にて路線廃止に伴う「サヨナラ式」が挙行されている。
市電に代わって市の北部には市営地下鉄名城線の建設が進められ、1971年12月に市役所駅（現・名古屋城駅）から黒川駅・平安通駅を経て大曽根駅まで同線が延伸された。市電の走っていた黒川地区は、地下鉄の開通とバスターミナル設置により乗り換え客など人通りが増えたことで飲食店など商店が多く立ち並ぶ街並みに変化している。

## 停留場
廃止前の時点で、清水口延長線には以下の7停留場が設置されていた。
| 停留場名                                          | キロ程 (km) | 所在地                          | 位置                                      |
| ------------------------------------------------- | ----------- | ------------------------------- | ----------------------------------------- |
| 清水口（しみずぐち）                              | 0.0         | 東区長塀町3丁目                 | 清水口交差点付近                          |
| 深田町（ふかだちょう）                            | 0.5         | 北区深田町3丁目                 | 清水駅西交差点付近 （名鉄瀬戸線交点付近） |
| 西杉町（にしすぎちょう）                          | 0.9         | 北区西杉町2丁目 北区八坪町3丁目 | 清水四丁目交差点付近                      |
| 黒川（くろかわ）                                  | 1.6         | 北区志賀南通1丁目               | 黒川交差点付近                            |
| 黒川本通四丁目 （くろかわほんどおりよんちょうめ） | 2.0         | 北区黒川本通4丁目               | 黒川本通四丁目交差点南方                  |
| 志賀住宅前（しがじゅうたくまえ）                  | 2.4         | 北区黒川本通5丁目               | 黒川本通五丁目交差点付近                  |
| 城北学校前（じょうほくがっこうまえ）              | 2.8         | 北区萩野通1丁目                 | 萩野通1丁目北交差点付近                   |

### 停留場の変遷
- 1949年（昭和24年）7月15日 - 路線開通に伴い、深田町・西杉町・黒川を新設（清水口は高岳線側で既設）[32]。
- 1958年（昭和33年）4月10日 - 路線延伸に伴い、黒川本通四丁目を新設[32]。
- 1960年（昭和35年）2月1日 - 路線延伸に伴い、志賀住宅前・城北学校前を新設[32]。
- 1967年（昭和42年）2月1日 - 路線短縮に伴い、黒川本通四丁目・志賀住宅前・城北学校前を廃止[32]。
- 1971年（昭和47年）4月1日 - 全線廃線に伴い、清水口・深田町・西杉町・黒川を廃止[32]。

### 接続路線
- 清水口停留場：市電高岳線（1949年 - 1971年）
- 深田町停留場：名鉄瀬戸線（清水駅、1949年 - 1971年）

## 運転系統

### 1952年時点
1952年（昭和27年）3月において清水口延長線で運行されていた運転系統は以下の通り。線内のみで完結する系統は存在せず、すべて清水口以南の高岳線と直通していた。
- 34系統：黒川 - 清水口 - 東片端 - 東新町 - 鶴舞公園 - 堀田駅前

### 1961年以降

1961年4月時点において清水口－黒川－城北学校前間で運転されていた2つの運転系統を示した系統路線図

1961年（昭和36年）4月時点において清水口延長線で運行されていた運転系統は以下の通り。この時点でも線内のみで完結する系統は存在しなかった。
- 18系統：城北学校前 - 黒川 - 清水口 - 東片端 - 大津橋 - 菊井町 - 名古屋駅前
- 34系統：城北学校前 - 黒川 - 清水口 - 東片端 - 東新町 - 鶴舞公園 - 堀田駅前

1967年2月1日付の黒川以北廃止に伴い、上記のうち名古屋駅前までの18系統は廃止され、堀田駅前までの34系統が黒川に起点を変更の上残された。
1971年4月1日付の東新町 - 黒川間廃止により34系統はさらに短縮され、運転区間は東新町 - 堀田駅前間のみとなった。区間短縮にあわせ、代行バスとして志賀住宅前 - 堀田駅前間に市営バス141号系統が新設されている。

## 利用動向

### 1959年調査
1959年（昭和34年）6月11日木曜日に実施された市電全線の利用動向調査によると、清水口延長線内5停留場の方向別乗車人員・降車人員ならびに停留場間の通過人員は下表の通りであった。
| 停留場名       | 乗車人員 | 乗車人員 | 乗車人員 | 降車人員 | 降車人員 | 降車人員 | 停留場間通過人員 | 停留場間通過人員 |
| 停留場名       | ▼北行    | ▲南行    | 合計     | ▼北行    | ▲南行    | 合計     | ▼北行            | ▲南行            |
| -------------- | -------- | -------- | -------- | -------- | -------- | -------- | ---------------- | ---------------- |
| 清水口         | 1,639    | 終点     | (5,464)  | 起点     | 473      | (5,543)  | 7,571            | 7,606            |
| 深田町         | 102      | 1,182    | 1,284    | 1,145    | 90       | 1,235    | 7,571            | 7,606            |
| 深田町         | 102      | 1,182    | 1,284    | 1,145    | 90       | 1,235    | 6,528            | 6,514            |
| 西杉町         | 62       | 2,116    | 2,178    | 2,156    | 65       | 2,221    | 6,528            | 6,514            |
| 西杉町         | 62       | 2,116    | 2,178    | 2,156    | 65       | 2,221    | 4,434            | 4,463            |
| 黒川           | 45       | 2,077    | 2,122    | 2,062    | 26       | 2,088    | 4,434            | 4,463            |
| 黒川           | 45       | 2,077    | 2,122    | 2,062    | 26       | 2,088    | 2,417            | 2,412            |
| 黒川本通四丁目 | 終点     | 2,412    | 2,412    | 2,417    | 起点     | 2,417    | 2,417            | 2,412            |

- 備考
  - 清水口の乗車人員・降車人員合計値は他線区の数値を含む。
  - 清水口をまたいで高岳線（東片端以遠）と直通する乗客は、北行5,932人・南行7,133人。

### 1966年調査
1966年（昭和41年）11月8日火曜日に実施された市電全線の利用動向調査によると、清水口延長線内7停留場の方向別乗車人員・降車人員ならびに停留場間の通過人員は下表の通りであった。
| 停留場名       | 乗車人員 | 乗車人員 | 乗車人員 | 降車人員 | 降車人員 | 降車人員 | 停留場間通過人員 | 停留場間通過人員 |
| 停留場名       | ▼北行    | ▲南行    | 合計     | ▼北行    | ▲南行    | 合計     | ▼北行            | ▲南行            |
| -------------- | -------- | -------- | -------- | -------- | -------- | -------- | ---------------- | ---------------- |
| 清水口         | 724      | 終点     | (2,374)  | 起点     | 402      | (2,790)  | 5,160            | 5,748            |
| 深田町         | 222      | 781      | 1,003    | 634      | 213      | 847      | 5,160            | 5,748            |
| 深田町         | 222      | 781      | 1,003    | 634      | 213      | 847      | 4,748            | 5,180            |
| 西杉町         | 154      | 1,102    | 1,256    | 1,040    | 129      | 1,269    | 4,748            | 5,180            |
| 西杉町         | 154      | 1,102    | 1,256    | 1,040    | 129      | 1,269    | 3,862            | 4,207            |
| 黒川           | 260      | 1,366    | 1,626    | 1,372    | 193      | 1,565    | 3,862            | 4,207            |
| 黒川           | 260      | 1,366    | 1,626    | 1,372    | 193      | 1,565    | 2,750            | 3,034            |
| 黒川本通四丁目 | 54       | 666      | 720      | 632      | 29       | 661      | 2,750            | 3,034            |
| 黒川本通四丁目 | 54       | 666      | 720      | 632      | 29       | 661      | 2,172            | 2,397            |
| 志賀住宅前     | 79       | 1,023    | 1,102    | 938      | 18       | 956      | 2,172            | 2,397            |
| 志賀住宅前     | 79       | 1,023    | 1,102    | 938      | 18       | 956      | 1,313            | 1,392            |
| 城北学校前     | 終点     | 1,392    | 1,392    | 1,313    | 起点     | 1,313    | 1,313            | 1,392            |

- 備考
  - 清水口の乗車人員・降車人員合計値は他線区の数値を含む。
  - 清水口をまたいで高岳線（東片端以遠）と直通する乗客は、北行4,436人・南行5,346人。